# قناة أنا

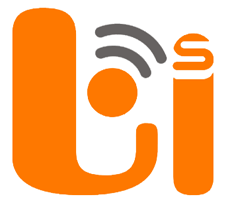
شعار قناة أنا

قناة أنا الفضائية، قناة فضائية اجتماعية أُطلقت كمشروع مشترك بين شبكة إسلام أون لاين وبين شركتي المسار السعودية والرواق القطرية، انطلق بثها التجريبي يوم الخميس 20 نوفمبر 2008م، علي القمر الاصطناعي النايل سات من الكويت، وتردد القناة علي القمر نايل سات 12226(افقى).

## رسالة القناة
العمل على تأكيد وتفعيل القيم الإنسانية داخل المجتمع العربي على امتداده ليكون مجتمعا منتجا وإيجابيا عن طريق تقديم خدمات تلبي الاحتياج اليومي للمواطن / الإنسان عبر أشكال وقوالب مختلفة تنطلق من الحاجات اليومية التفصيلية لحياة الناس لتقدم لهم خطاب المعاش في إطار من الحرفية المهنية والانضباط العلمي بأكبر قدر ممكن من مشاركة الجمهور.

## رؤية القناة
أن تكون للقناة الريادة في تقديم خطاب المعاش اليومي في المجتمع العربي وأن تصبح مثالا يحتذى في جرأة الطرح وعملية المضمون وجاذبية الشكل وأن تبني جسرا متصلا متيناو شخصيا بين الجمهور والقناة يسمح بأن تكون مرجعهم الأول يستشيرونه في كل ما يخص حياتهم اليومية.

## إغلاق القناة
تقرر إغلاق قناة أنا الفضائية في منتصف شهر ديسمبر 2009 نظراً لظروف مادية.
كنا نتمنى ان يكون اغلاق القناة ناتج عن ظروف مادية، ولكنها ظروف علاقات عربيه تدهور مع الزمن بين بلدين شقيقين هما مصر وقطر، والدليل على هذا الكلام واضح من خلال مايحدث في موقع إسلام اون لاين، حيث أن القناة تابعه لنفس ممولين هذا الموقع العريق.

## وصلات خارجية
- موقع القناة
- موقع إسلام أون لاين
- انطلاق قناة «أنا» في بثها التجريبي على النايل سات، محيط، 20 نوفمبر 2000م